# باول وولف
باول وولف (بالإنجليزية: Paul Wolf)‏ هو سباح أمريكي، ولد في 5 أكتوبر 1915 في ماديسون في الولايات المتحدة، وتوفي في 14 أغسطس 1972 في باسادينا في الولايات المتحدة.

## روابط خارجية
- باول وولف على موقع الاتحاد الدولي للسباحة (الإنجليزية)
- باول وولف على موقع أوليمبيديا (الإنجليزية)